# Nik Xhelilaj
Nik Xhelilaj est un acteur albanais né le 5 mars 1983 à Tirana.

## Filmographie sélective

### Cinéma
- 2005 : Trishtimi i zonjës Shnajder de Piro Milkani et Eno Milkani : Lekë Seriani
- 2009 : Alive (Gjallë) d'Artan Minarolli : Koli
- 2010 : L'Albanais (Shqiptari) de Johannes Naber : Arben
- 2013 : Real Playing Game de Tino Navarro et David Rebordão
- 2013 : 3 Yol de Faysal Soysal : Benyamin
- 2014 : Seven Lucky Gods de Jamil Dehlavi : Mehmet
- 2015 : Engjejt jane larg de Gjergj Xhuvani : Shpetim
- 2017 : Zer de Kazım Öz : Jan

### Télévision
- 2012 : Kayıp Şehir :
- 2014 : Her Sevda Bir Veda :

## Distinctions
- 2011 : Shooting Stars de la Berlinale[1].